# Kim Min-tae
Kim Min-tae (kor. 김민태; * 26. November 1993 in Incheon) ist ein südkoreanischer Fußballspieler.

## Karriere

### Verein
Kim Min-tae erlernte das Fußballspielen in der Universitätsmannschaft der Kwangwoon University in Seoul. Seinen ersten Vertrag unterschrieb er im Januar 2015 bei Vegalta Sendai. Der Verein aus Sendai spielte in der höchsten Liga des Landes, der J1 League. Bis Ende 2016 absolvierte er 19 Erstligaspiele für den Club. 2017 wechselte er zum Erstligaaufsteiger Hokkaido Consadole Sapporo nach Sapporo. 2019 stand er mit Sapporo im Endspiel um den J. League Cup. Das Finale verlor der Verein gegen Kawasaki Frontale im Elfmeterschießen. Im August 2021 wechselte er auf Leihbasis nach Nagoya zum Ligakonkurrenten Nagoya Grampus. Am 30. Oktober 2021 stand er mit Nagoya im Finale des J. League Cup. Das Finale gegen Cerezo Osaka gewann man mit 2:0. Für Nagoya absolvierte er zwölf Ligaspiele. Nach der Ausleihe kehrte er nach Sapporo zurück. Hier wurde sein Vertrag nicht verlängert. Im Januar 2022 wechselte er ablösefrei zum Ligakonkurrenten Kashima Antlers. Shonan Bellmare, ein Verein, der ebenfalls in der ersten Liga spielt, lieh in Mitte Juli 2023 für den Rest der Saison aus. Nach zwölf Ligaspielen wurde er im Januar 2024 von Shonan fest unter Vertrag genommen.

### Nationalmannschaft
Kim Min-tae spielte siebenmal in der  U22-Nationalmannschaft. Sechsmal trug er das Trikot der Olympiaauswahl.

## Erfolge
Hokkaido Consadole Sapporo
- Japanischer Ligapokalfinalist: 2019

Nagoya Grampus
- Japanischer Ligapokalsieger: 2021